# Noguchipinto Erikson
Erikson Noguchipinto (sinh ngày 27 tháng 1 năm 1981) là một cầu thủ bóng đá người Nhật Bản.

## Sự nghiệp câu lạc bộ
Erikson Noguchipinto đã từng chơi cho Oita Trinita, Sagan Tosu, Kashiwa Reysol, Avispa Fukuoka và AC Nagano Parceiro.